# James Wordie

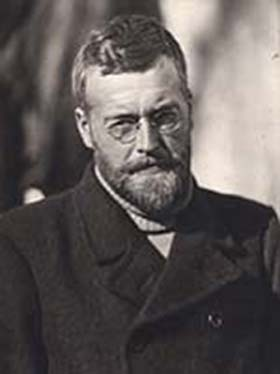
James Wordie, fotografiert von Frank Hurley 1914 an Bord der Endurance

Sir James Mann Wordie, CBE (* 26. April 1889 in Glasgow; † 16. Januar 1962 in Cambridge) war ein schottischer Polarforscher und Geologe.

## Leben
Wordie erhielt den Bachelor-Abschluss in Geologie der The Glasgow Academy und der University of Glasgow. Daraufhin setzte er seine Studien am St John’s College in Cambridge fort und begann nach deren Beendigung 1912 mit seinen Forschungen.
Seine Arbeit brachte ihn in Kontakt mit Frank Debenham und Raymond Priestley, die Teilnehmer der Terra Nova Expedition von Robert Falcon Scott gewesen waren. Wordies Interesse an Expeditionen und wissenschaftlicher Entdeckungsarbeit wurde durch diese Bekanntschaften verstärkt.
1914 war Wordie an Sir Ernest Shackletons Antarktisexpedition, die offiziell mit dem Namen Imperial Trans-Antarctic Expedition bzw. später als Endurance-Expedition bezeichnet wurde, beteiligt.
Er leitete das Wissenschaftlerteam und war zudem als Geologe tätig. Trotz des völligen Fehlschlags der Expedition erhielt Wordie seine wissenschaftlichen Forschungen aufrecht, indem er Beobachtungen die Ozeanografie und den antarktischen Eisschild betreffend anstellte sowie geologische Proben sammelte.
Wordie nahm insgesamt an neun Polarexpeditionen teil. In den 1920er und 1930er Jahren reiste er zur Ausbildung junger Wissenschaftler sehr oft in die Arktis. In dieser neuen Generation von Polarforschen befanden sich u. a. Vivian Fuchs, Gino Watkins und August Courtauld (Augustine Courtauld; 1904–1959). Wordie galt als ein Experte für Polarexpeditionen, und nur wenige britische Unternehmungen in diesem Bereich fanden ohne eine vorherige Beratung durch ihn statt.
Wordie wurde Vorsitzender des Scott Polar Research Institute (SPRI) und Präsident der Royal Geographical Society.
Während seiner Amtszeit in der Society trug er zur erfolgreichen Planung der Besteigung des Mount Everest durch Edmund Hillary und Tenzing Norgay bei. In seiner Funktion als Vorsitzender des SPRI assistierte er Fuchs bei dessen Durchquerung der Antarktis, dem eigentlichen Ziel von Shackletons Endurance-Expedition.
Außerdem wurde Wordie Master des St John’s Colleges und am 12. Februar 1957 für seinen Beitrag zur britischen Polarforschung als Knight Bachelor („Sir“) geadelt. Die Royal Geographic Society verlieh ihm 1933 ihre Founders’s Medal. Seit 1922 war er Mitglied (Fellow) der Royal Society of Edinburgh. 1951 war er Präsident des Antarctic Club.
Wordie war Mitautor der Naval Intelligence Division Geographical Handbook Series, die während des Zweiten Weltkriegs erschienen ist.
Nach James Wordie sind zahlreiche geographische Objekte auf Spitzbergen, Jan Mayen, Grönland und in der Antarktis benannt, so das Wordie-Schelfeis.